# Gao Xiang (Tres Regnes)
|  | Aquest article tracta sobre el general militar de Shu Han del període dels Tres Regnes . Si cerqueu el pintor de la dinastia Qing , vegeu «Gao Xiang». |

En aquest nom xinès, el cognom és Gao.
Gao Xiang va ser un general militar de Shu Han durant el període dels Tres Regnes de la història xinesa.

## Biografia
Gao va servir a Shu Han com General de la Dreta (右将军). Va servir a Liu Bei en la Campanya de Hanzhong entre el 217 i el 219. Gao i Chen Shi van acampar a Yangping però van ser derrotats pel general de Cao Cao, Xu Huang. En el 228, Gao va seguir a Zhuge Liang en les seves Expedicions del Nord, servint com un subordinat de Ma Su, i ells es van estacionar a Liucheng. Quan Ma Su en fou derrotat i Liucheng va caure en mans del general enemic Guo Huai, Gao es va retirar. En el 231, Gao hi va ser nomenat Comandant del Front (前部督), dirigint un exèrcit juntament amb Wei Yan i Wu Ban, derrotant el comandant enemic Sima Yi, ells van recollir 3.000 caps d'enemics, 5.000 armadures, i 3100 ballestes. Quan l'oficial dels subministrament Li Yan en va fallar en la seva missió, Gao i Zhuge van proposar que Li fóra rellevat de les seves funcions.

## En la ficció
Gao és presentat en el capítol 91 de la novel·la històrica del Romanç dels Tres Regnes de Luo Guanzhong com un General de la Dreta i el Centre de l'Exèrcit, i ell té un paper menor durant els capítols següents, sent estacionat a prop de Liliu, s'uneix a Wei Yan i Wang Ping per tornar a prendre Jieting. Això no obstant, ells fracassen i Ma Su és ajusticiat per Zhuge Liang a causa de la derrota.
Més tard Gao participà en les Expedicions del Nord de Zhuge Liang. En el capítol 102, ell porta 500 homes disfressats de soldats de Shu. El seu propòsit hi era "capturar" els bous de fusta què formaven part del comboi de Shu i s'assemblaven als bous de bon de veres.